# Caroline Mall

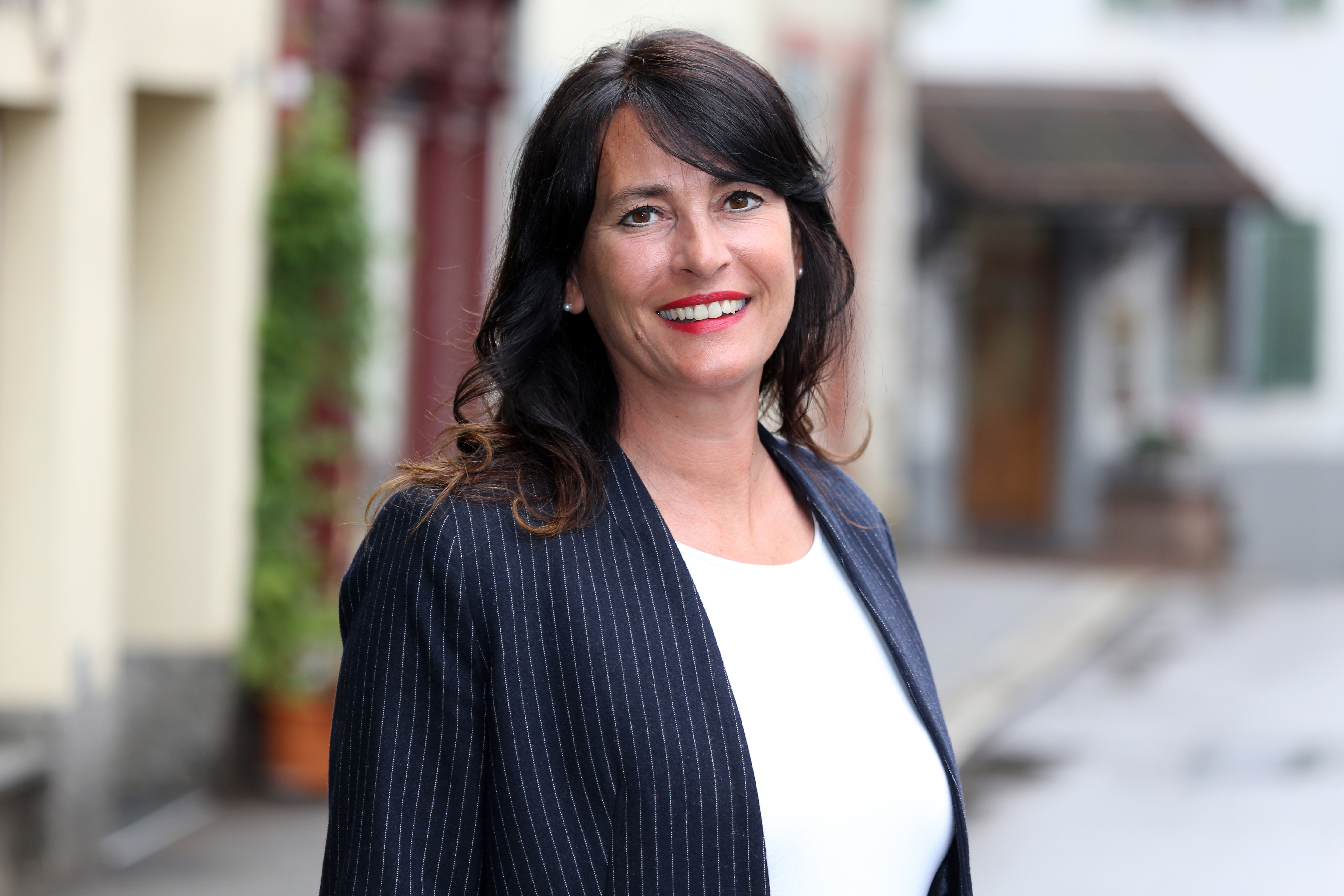
Caroline Mall-Winterstein (2015)

Caroline Mall-Winterstein (* 9. August 1967 in Reinach) ist eine Schweizer Politikerin (SVP) und seit 2011 Landrätin des Kantons Basel-Landschaft.

## Leben
Caroline Mall-Winterstein wuchs in Reinach auf und besuchte dort die Grundschule. In Basel absolvierte sie eine kaufmännische Ausbildung, die sie 1987 abschloss. Anschliessend war sie im Bankensektor bei der UBS in Basel und Genf, bei der Crédit Suisse in Genf und bei der Kreissparkasse in Deutschland tätig.
Langjährige Tätigkeit beim Gründer der Crossair, Moritz Suter (Direktionssekrektariat/Rechtsabteilung). Später wechselte sie in die Pharmbranche und war Assistentin des Finanzverantwortlichen und Verwaltungsrat Dr. Henri B. Meier bei der Hoffman-La Roche, Basel. Unter anderem war sie auch Leiterin bei der BLKB Agentur, Bruderholz. Es folgten weitere Stationen im kaufmännischen Bereich. Aktuell ist sie in der Immobilienverwaltung tätig.
Caroline Mall ist Mutter von drei Erwachsenen Kindern.

## Politik
Mall-Winterstein ist seit 2011 Landrätin im Kanton Basel-Landschaft für die SVP. Sie bekleidet aktuell das Vizepräsidium der Bildungs- Kultur- und Sportkommission ebenso ist sie Mitglied der IGPK Universität Basel, Mitglied der Bildungskommission der SVP Schweiz. Im Gymnasium Muttenz ist sie Schulrätin ebenso auch im KPTF Münchenstein Schulrätin. Sie amtet ebenfalls als Einwohnerrätin in ihrer Heimatgemeinde Reinach. Weblinks
- Website des Kantons Basel-Landschaft mit Steckbrief von Mall-Winterstein
- Facebook von Caroline Mall